# Gevlekte leguaan
De gevlekte leguaan (Uta stansburiana) is een hagedis uit de familie Phrynosomatidae en het geslacht Uta.

## Naam en indeling
De wetenschappelijke naam van de soort werd voor het eerst voorgesteld door Spencer Fullerton Baird en Charles Frédéric Girard in 1852. Later werd de wetenschappelijke naam Uta stellata gebruikt. De soortaanduiding stansburiana is een eerbetoon aan de Amerikaanse legerofficier Howard Stansbury (1806 – 1863), die de eerste exemplaren verzamelde.

### Ondersoorten
De gevlekte leguaan wordt verdeeld in de volgende ondersoorten, met de auteur en het verspreidingsgebied.
| Naam                         | Auteur               | Verspreidingsgebied      |
| ---------------------------- | -------------------- | ------------------------ |
| Uta stansburiana elegans     | Yarrow, 1882         | Mexico                   |
| Uta stansburiana martinensis | Van Denburgh, 1905   | Mexico                   |
| Uta stansburiana nevadensis  | Ruthven, 1913        | Verenigde Staten         |
| Uta stansburiana             | Baird & Girard, 1852 | Verenigde Staten         |
| Uta stansburiana stejnegeri  | Schmidt, 1921        | Mexico, Verenigde Staten |
| Uta stansburiana taylori     | Smith, 1935          | Mexico                   |
| Uta stansburiana uniformis   | Pack & Tanner, 1970  | Verenigde Staten         |

## Uiterlijke kenmerken
De kopromplengte is ongeveer zes centimeter, de Nederlandstalige naam gevlekte leguaan is te danken aan de vlek in de pootoksel die blauw tot zwart van kleur is. Mannetjes hebben een felle gele nettekening op de flanken en heldere blauwe vlekjes op de rug.

## Levenswijze

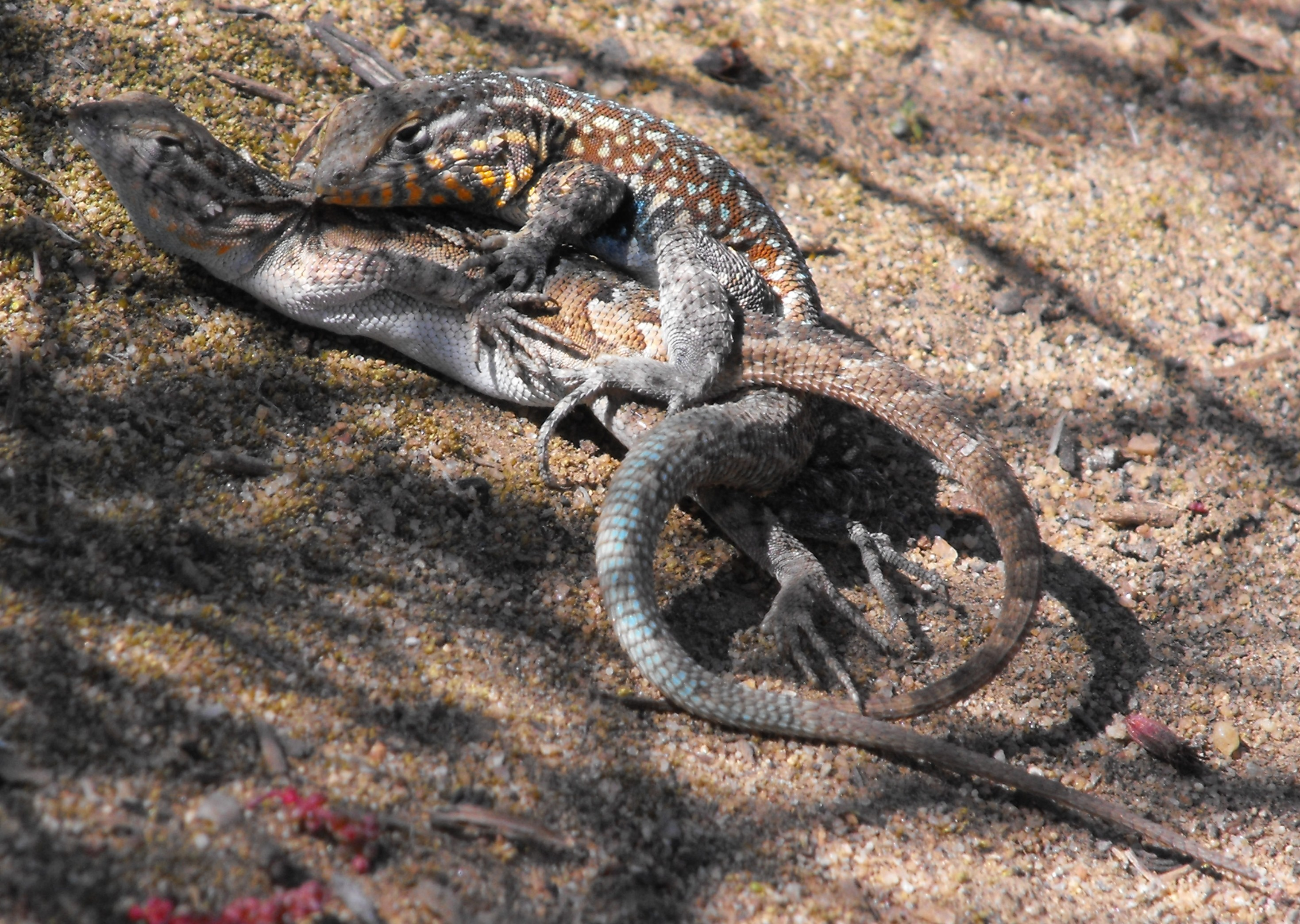
Paring, mannetje boven.

De vrouwtjes zetten eieren af in holletjes in de bodem. De meeste exemplaren worden maximaal een jaar oud. De hagedis is in het zuiden van het natuurlijke verspreidingsgebied ook in de winter actief. Belangrijke vijanden zijn rovende vogels zoals renkoekoeken en daarnaast door verschillende soorten slangen. Waarschijnlijk wordt de hagedis ook buitgemaakt door zoogdieren zoals marterachtigen en stinkdieren.
De gevlekte leguaan is lang niet zo snel als veel verwante hagedissen en komt zelden ver uit de buurt van de schuilplaats. De schuilplaatsen bestaan uit holen, gaten in de bodem of dichte vegetatie.

## Verspreiding en habitat
De hagedis is een Noord-Amerikaanse soort die voorkomt aan de westkust van de Verenigde Staten en Mexico. In de Verenigde Staten komt de soort voor in de staten Washington, Oregon, Californië, Nevada, Utah, Colorado, Arizona, New Mexico en Texas. In Mexico is de hagedis te vinden in de staten Baja California, Sonora, Chihuahua, Durango en Coahuila de Zaragoza.
De habitat bestaat uit droge tot zeer droge gebieden met een zanderige of rotsige ondergrond en weinig begroeiing.

## Beschermingsstatus
Door de internationale natuurbeschermingsorganisatie IUCN is de beschermingsstatus 'veilig' toegewezen (Least Concern of LC).